# Spilosoma antigone
Spilosoma antigone là một loài bướm đêm thuộc phân họ Arctiinae, họ Erebidae.